# Liste der Naturdenkmale in Bad Liebenzell
| Naturdenkmale | Anzahl |
| ------------- | ------ |
| FND           | 2      |
| END           | 1      |
| Gesamt        | 3      |

Die Liste der Naturdenkmale in Bad Liebenzell nennt die verordneten Naturdenkmale (ND) der im baden-württembergischen Landkreis Calw liegenden Stadt Bad Liebenzell. In Bad Liebenzell gibt es insgesamt drei als Naturdenkmal geschützte Objekte, davon zwei flächenhafte Naturdenkmale (FND) und ein Einzelgebilde-Naturdenkmal (END).
Stand: 31. Oktober 2016.

## Flächenhafte Naturdenkmale (FND)
| Name                     | Bild | Kennung     | Einzelheiten   | Position | Fläche Hektar | Datum         |
| ------------------------ | ---- | ----------- | -------------- | -------- | ------------- | ------------- |
| Beutelstein              |      | 82350080002 | Bad Liebenzell | ⊙        | 0,1           | 22. Okt. 1949 |
| Katzenstein              | BW   | 82350080003 | Bad Liebenzell | ⊙        | 0,1           | 22. Okt. 1949 |
| Legende für Naturdenkmal |      |             |                |          |               |               |

## Einzelgebilde (END)
| Name                     | Bild | Kennung     | Einzelheiten   | Position | Fläche Hektar | Datum         |
| ------------------------ | ---- | ----------- | -------------- | -------- | ------------- | ------------- |
| Luther-Eiche             | BW   | 82350080001 | Bad Liebenzell | ⊙        | 0,0           | 10. Nov. 1983 |
| Legende für Naturdenkmal |      |             |                |          |               |               |